# Meguro
Meguro (目黒区, Meguro-ku)és un municipi i districte especial de Tòquio, a la regió de Kantō, Japó. Degut a la seua condició de municipi, Meguro també és coneguda en anglés i oficialment pel govern local com a "ciutat de Meguro" (Meguro City).
Meguro és essencialment un lloc residencial, però s'hi troben les ambaixades d'Egipte, Algèria, Bangladesh, Djibouti, Gabon, el Kazakhstan, Kenya, Kirguizstan, Cuba, Nigèria, Polònia, Senegal, Uganda, Uzbekistan, així com el consulat general d'Islàndia.

## Geografia
Els districte especial de Meguro es troba geogràficament localitzat al sud-est de Tòquio. Per Meguro flueixen diversos rius com ara el riu Meguro (que dona nom al districte), el riu Jakuzure, el riu Tachiai, el riu Nomi i el riu Kuhonbutsu. El terme municipal de Meguro limita amb Shibuya al nord i al nord-est; amb Shinagawa a l'est; amb Ōta al sud i amb Setagaya a l'oest, tots ells a Tòquio.

### Barris
Els barris de Meguro són els següents:
- Aoba-dai (青葉台)
- Ō-Okayama (大岡山)
- Ōhashi (大橋)
- Kakinokizaka (柿の木坂)
- Kami-Meguro (上目黒)
- Gohongi (五本木)
- Komaba (駒場)
- Shimo-Meguro (下目黒)
- Jiyūgaoka (自由が丘)
- Senzoku (洗足)
- Taira-machi (平町)
- Takaban (鷹番)
- Chūō-chō (中央町)
- Naka-chō (中町)
- Nakane (中根)
- Naka-Meguro (中目黒)
- Hara-machi (原町)
- Higashigaoka (東が丘)
- Higashoyama (東山)
- Himonya (碑文谷)
- Mita (三田)
- Midorigaoka (緑が丘)
- Minami (南)
- Meguro (目黒)
- Meguro-honchō (目黒本町)
- Yakumo (八雲)
- Yūtenji (祐天寺)

## Història
Registres arqueològics a Higashiyama han posat en evidència que des dels períodes Període Jōmon, Yayoi i Kofun, la regió que anomenem avui Meguro-ku havia estat habitada.
Al segle IX van ser fundats tres santuaris de Meguro: el santuari Ōtori (大鳥神社, Ōtori-jinja), el Meguro-Fudōson i el Hōganji (法眼寺). Els ulls negres (meguro) de l'estàtua de Fudō haurien donat el nom al districte.
La regió administrativa va ser fundada l'1 d'octubre de 1932, quan els viles de Meguro (目黒町, Meguro-machi), i Hibusuma (碑衾町, Hibusuma-machi) van ser unides a Tòquio.

## Administració

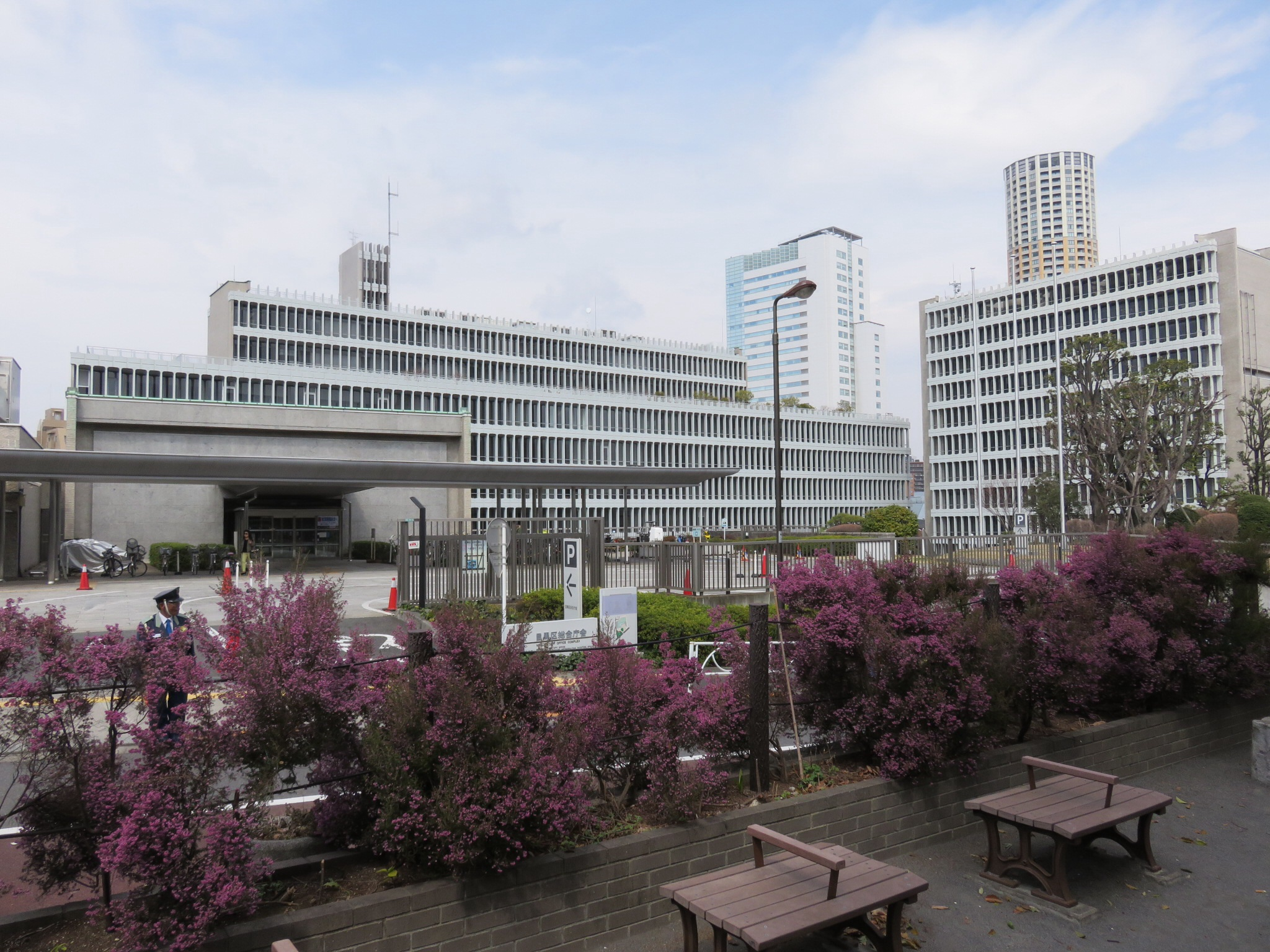
Ajuntament de Meguro

### Alcaldes
A continuació es presenta una relació dels alcaldes electes:
- Tanetsugu Chiba (1932-1936)
- Isao Ōsugi (1936-1938)
- Kotojirō Hasuda (1938-1940)
- Shigeru Ikuta (1940-1941)
- Mitsuo Takeda (1941-1943)
- Toshio Kimura (1943-1944)
- Yoichi Ōyashiki (1944-1945)
- Hidehiko Ikeda (1945-1946)
- Toshikichi Hirose (1946-1958)
- Kōkichi Kimizuka (1958-1975)
- Toshio Tsukamoto (1975-1990)
- Isamu Kawahara (1990-1998)
- Katsuichi Yakushiji (1998-2004)
- Eiji Aoki (2004-present)

### Assemblea
| Assemblea de Meguro (2019-2023) | Assemblea de Meguro (2019-2023) | Assemblea de Meguro (2019-2023) | Assemblea de Meguro (2019-2023) |
| P: Yasuhiro Onose (PLD)         | P: Yasuhiro Onose (PLD)         | V: Kazuyo Iijima (KMT)          | V: Kazuyo Iijima (KMT)          |
| Grups polítics                  | Grups polítics                  | Grups polítics                  | Regidors                        |
| ------------------------------- | ------------------------------- | ------------------------------- | ------------------------------- |
|                                 | Partit Liberal Democràtic       | PLD                             | 10 / 36                         |
|                                 | Kōmeitō                         | KMT                             | 6 / 36                          |
|                                 | Partit Comunista del Japó       | PCJ                             | 5 / 36                          |
|                                 | Fòrum Meguro: PDC (2) Ind (1)   | PDC                             | 3 / 36                          |
|                                 | Demòcrates Populars (1)-Ind (2) | PDP                             | 3 / 36                          |
|                                 | Independents                    | Ind                             | 2 / 36                          |
|                                 | Partit Anti NHK                 | NHK                             | 1 / 36                          |
|                                 | Grup Protector de la Llibertat  | GPL                             | 1 / 36                          |
|                                 | Els Toquiòtes Primer            | ET1                             | 1 / 36                          |
|                                 | Nippon Ishin no Kai             | NIK                             | 1 / 36                          |

## Demografia
| 1920    | 1930    | 1940    | 1950    | 1960    | 1970    | 1980    |
| ------- | ------- | ------- | ------- | ------- | ------- | ------- |
| 22.287  | 108.208 | 198.795 | 204.382 | 293.763 | 295.612 | 273.791 |
| 1990    | 2000    | 2010    | 2020    | 2030    | 2040    | 2050    |
| 251.222 | 250.140 | 268.719 | 286.905 | -       | -       | -       |

## Transport

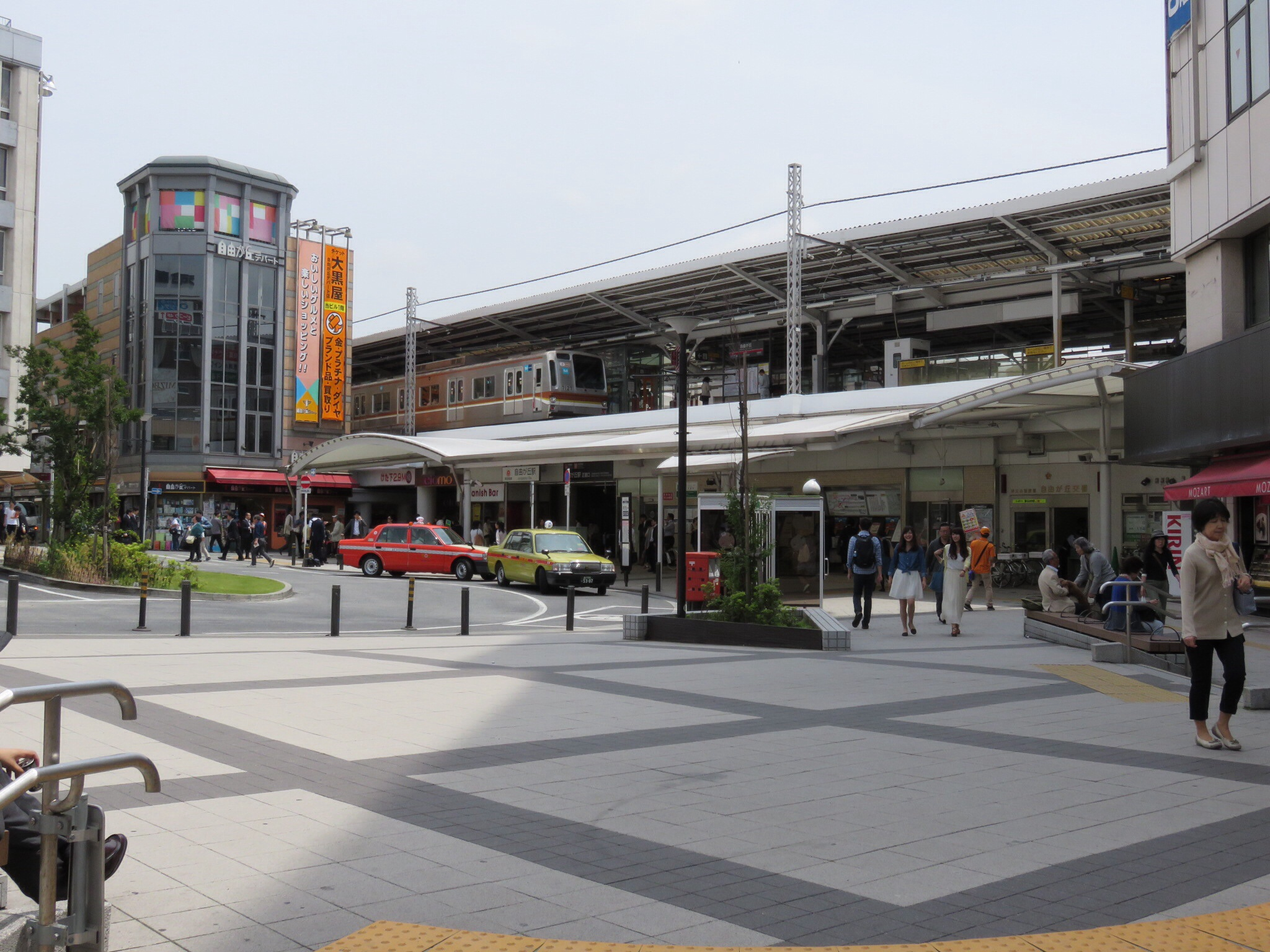
Estació de Jiyūgaoka

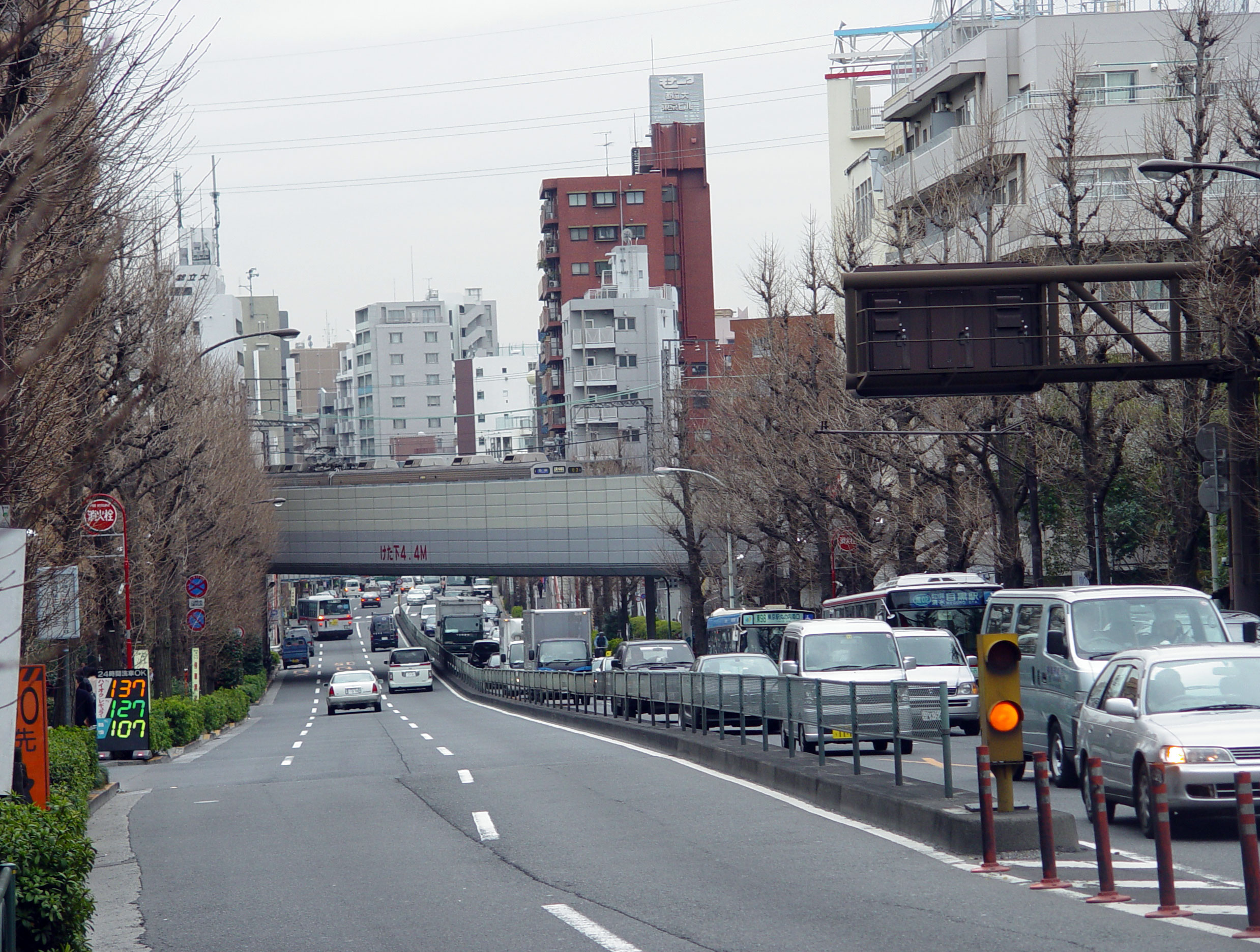
N-312 a Kakinozaka, Meguro

### Ferrocarril
- Metro de Tòquio
  - Naka-Meguro
- Ferrocarril Elèctric Exprés de Tòquio (Tōkyū)
  - Naka-Meguro - Yūtenji - Gakugei-daigaku - Toritsu-daigaku - Jiyūgaoka - Midorigaoka - Senzoku
- Ferrocarril Elèctric de Tòquio-Hachiōji (Keiō)
  - Komaba-tōdaimae

### Carretera
- Autopista Metropolitana (Shuto)
- N-246
- TK-312 - TK-317 - TK-318 - TK-416 - TK-420 - TK-426

## Agermanaments
- Kakuda, prefectura de Miyagi, Japó.
- Kesennuma, prefectura de Miyagi, Japó.
- Kanazawa, prefectura d'Ishikawa, Japó.
- Dongcheng, Pequín, RPX.
- Jungnang, Seül, Corea del Sud.